# Pulupandan
Pulupandan ist eine Gemeinde in der Provinz Negros Occidental auf der Insel Negros auf den Philippinen. Sie hat 27.735 Einwohner (Zensus 1. August 2015), die in 23 Barangays leben. Sie gehört zur 4. Einkommensklasse der Gemeinden auf den Philippinen und wird als partiell urbanisiert beschrieben.
Sie liegt ca. 31 km südwestlich von Bacolod City. Die Reisezeit beträgt ca. 45 Minuten mit dem Bus oder Jeepney, mit dem Auto ca. 30 Minuten. Ihre Nachbargemeinden sind Bago City im Nordosten, Valladolid im Südosten, im Norden und im Westen grenzt die Gemeinde an die Guimaras-Straße.
Der Green Beach Liberation Stone Marker erinnert an die Landung der amerikanischen Streitkräfte am 29. März 1945 zur Befreiung der Insel Negros von der japanischen Besatzung während der Schlacht um die Visayas.

## Barangays
| - Barangay Zone 1-A (Pob.paco beach) - Barangay Zone 4-A (Pob.) - Barangay Zone 1 (Pob.green beach) - Barangay Zone 2 (Pob.) - Barangay Zone 3 (Pob.) - Barangay Zone 4 (Pob.) - Barangay Zone 5 (Pob.) - Barangay Zone 6 (Pob.) - Barangay Zone 7 (Pob.) - Canjusa | - Crossing Pulupandan - Culo - Mabini - Pag-ayon - Palaka Norte - Palaka Sur - Patic - Tapong - Ubay - Utod |